# Lungsan-kultúra
A Lungsan (Longshan)-kultúra közvetlen előzménye a Tavenkou (Dawenkou)-kultúra volt. A négy-ötezer évvel ezelőtt, a mai Santung (Shandong), Sanhszi (Shanxi) és Honan (Henan) tartományok területén létezett újkőkori kultúra nyomott mintás, változatos formájú kerámiáról, a jóslócsontok használatáról és a selyemkészítés ismeretéről híres.

## Jellemzői

A Lungsan (Longshan)-kultúra elhelyezkedése

Az először 1931–32-ben Csangcsiu (Zhangqiu) (章丘) város Csengceja (Chengziya) (城子崖) nevű külterületén (Santung (Shandong)) feltárt Lungsan (Longshan)-kultúra időszakában a mezőgazdasági tevékenység fejlődésével a letelepedés is egyre nagyobb mértéket öltött. A sírokból rituális célokra készült vékony, csiszolt fekete edények, lakkozott fatárgyak, jóslásra használt disznó- és szarvaslapocka-csontok kerültek elő. Ebben az időben a selyemszövés már elterjedt, kemencében téglát égettek az építkezésekhez, az árvizek ellen mérnöki alapozottságú munkálatokat vetettek be.
Az egyébként rendkívüli változatosságot felmutató (ting (ding), jen (yan), veng (weng), csia (jia), kuan (guan), pej (bei), tou (dou) és ho (he) formák) és a rendkívüli szakmai felkészültségről tanúskodó edényeket nem festették, hanem bizonyos mintákat beléjük nyomtak. Az edények egyik leggyakoribb jellegzetessége a háromlábúság. A sírokba gyakran helyeztek állati csontokat és fogakat, különösen kutya alsó állkapcsából, melyet valószínűleg védő szereppel ruháztak fel.
A Lungsan (Longshan)-kultúra temetőiben a sírleletek már jelentős társadalmi rétegződést mutatnak. Az letemetett tárgyak értékbeli különbsége jól megfigyelhető például Taosi (Taosi) (陶寺) temetkezési helyén, ahol 6 nagyobb, 8 közepes és mintegy 600 kis sír volt található.

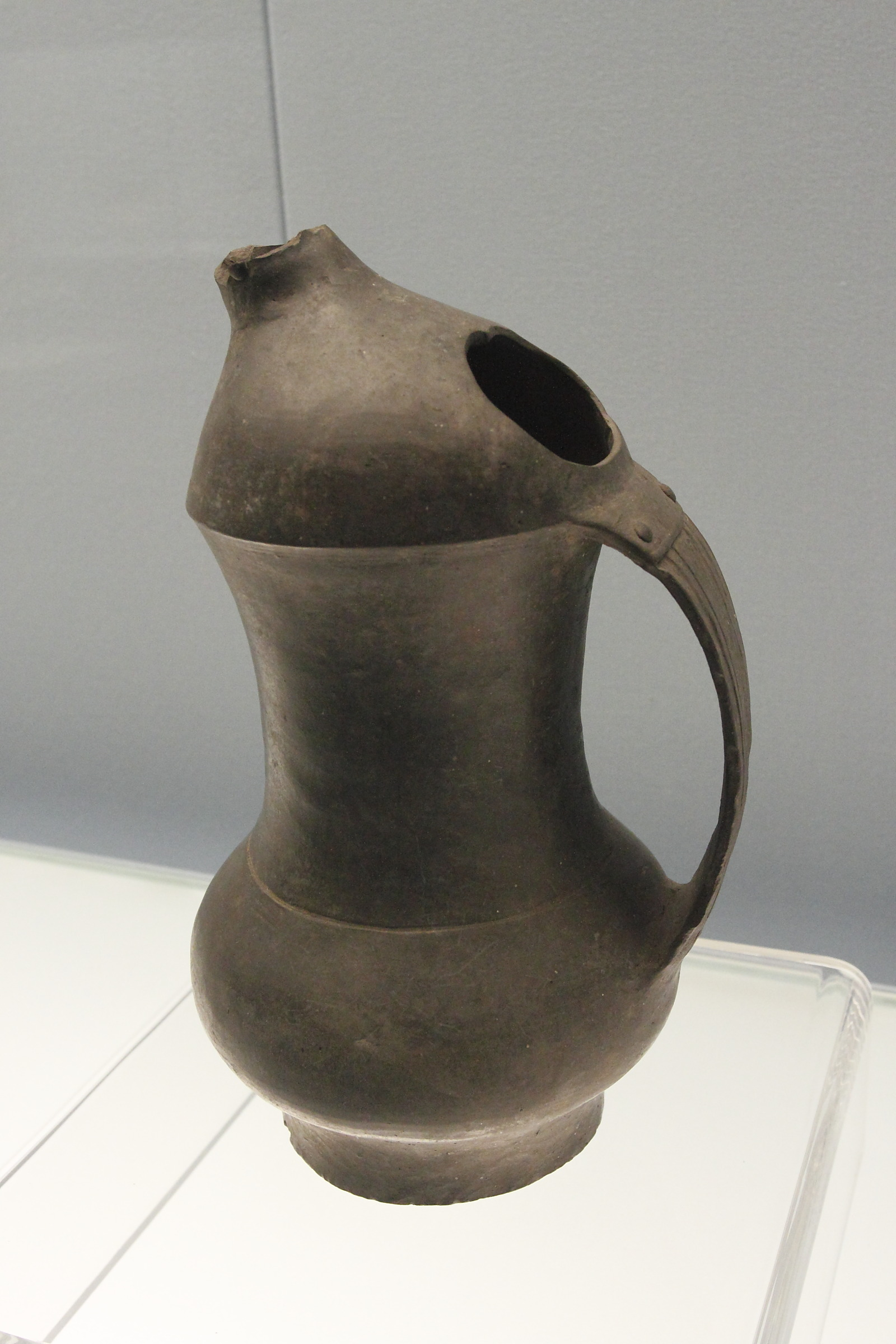
Ho (He) típusú feketekerámia
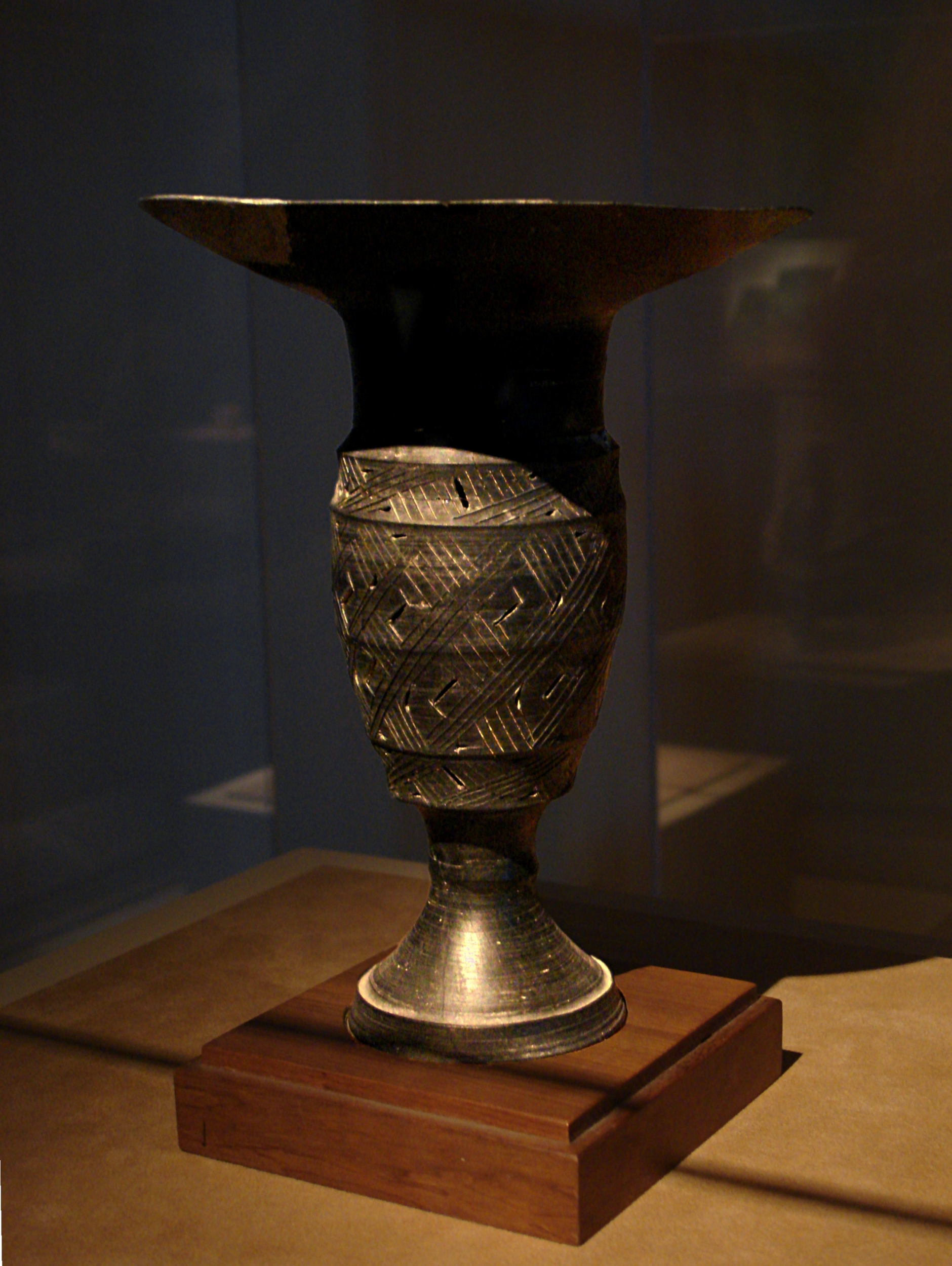
Feketekerámia kehely
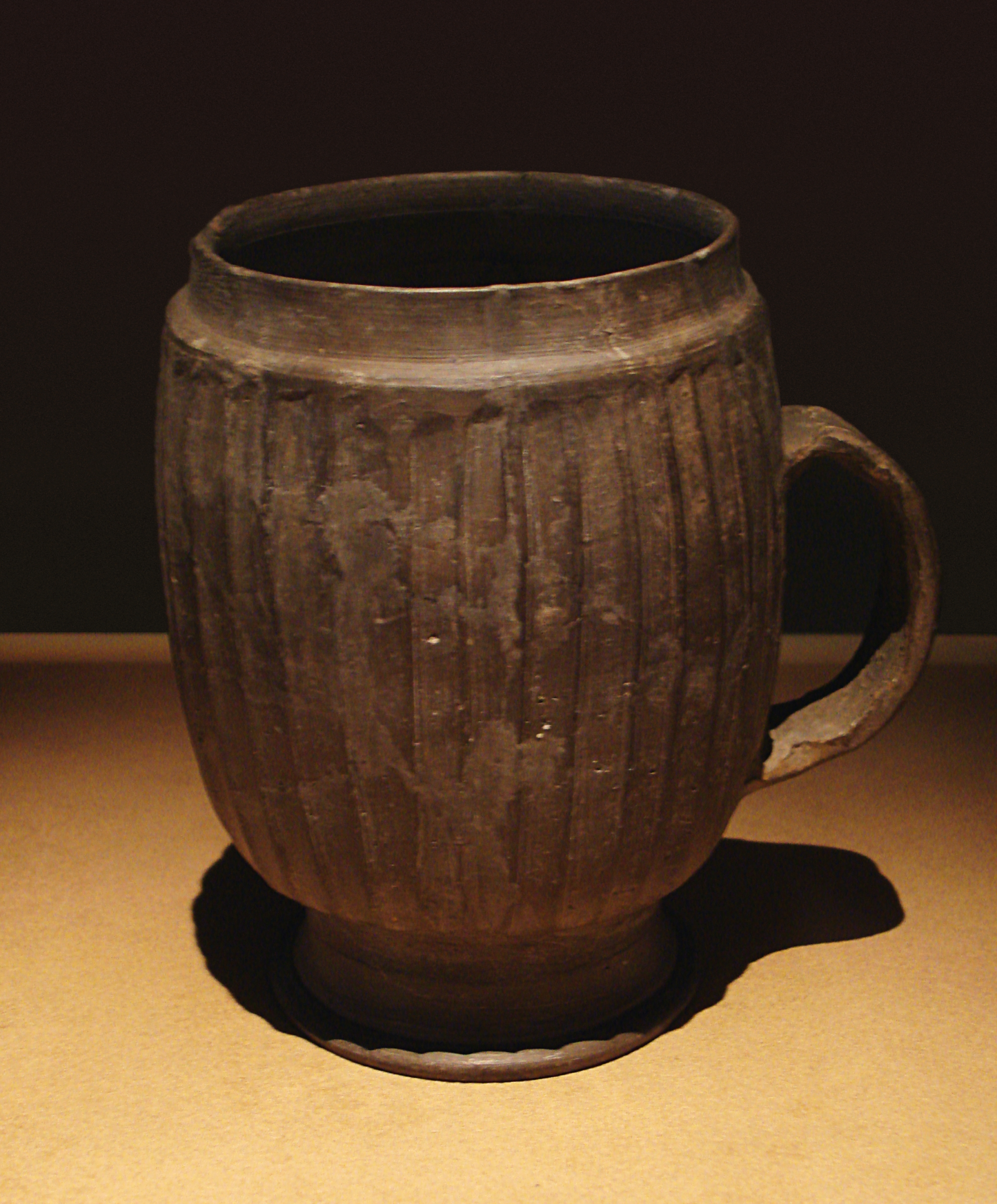
Ivóedény
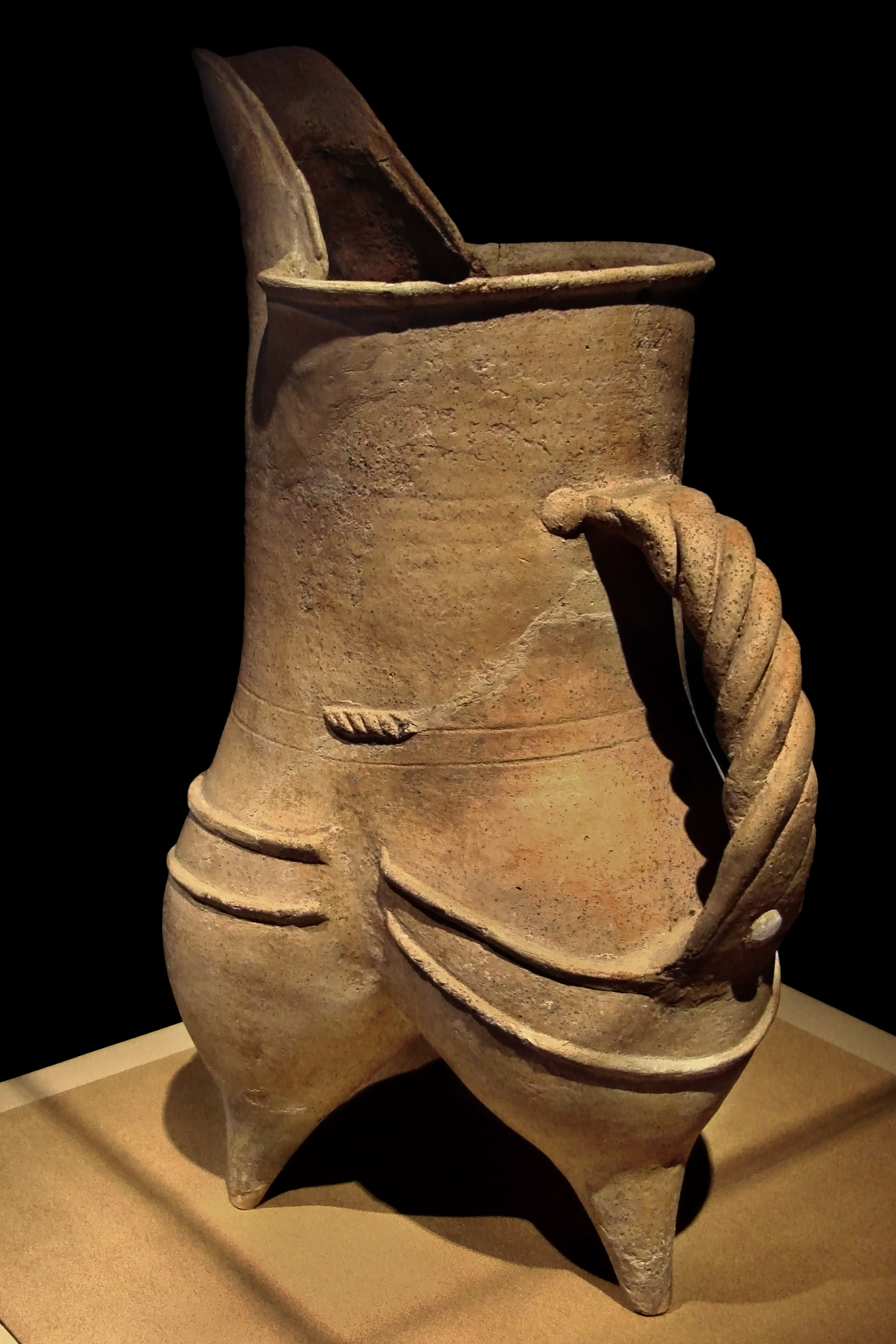
Ho (He) típusú cserépedény
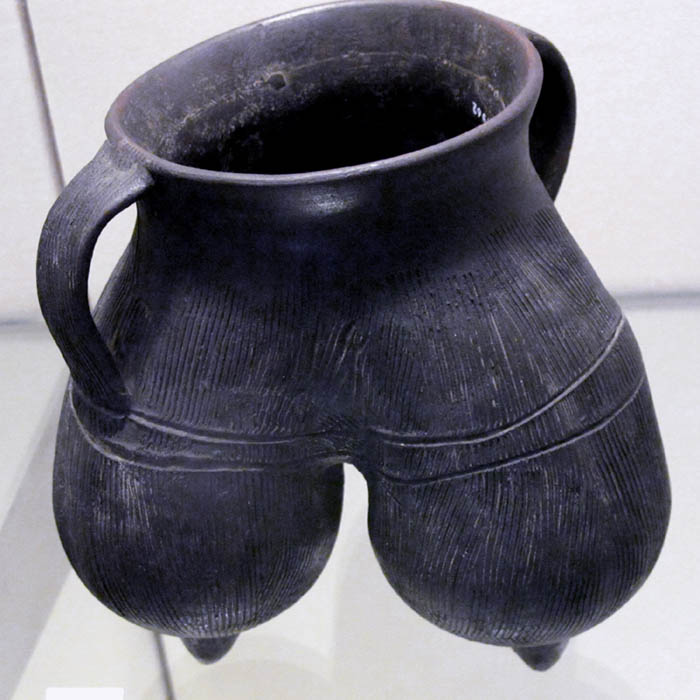
Feketekerámia főzőedény
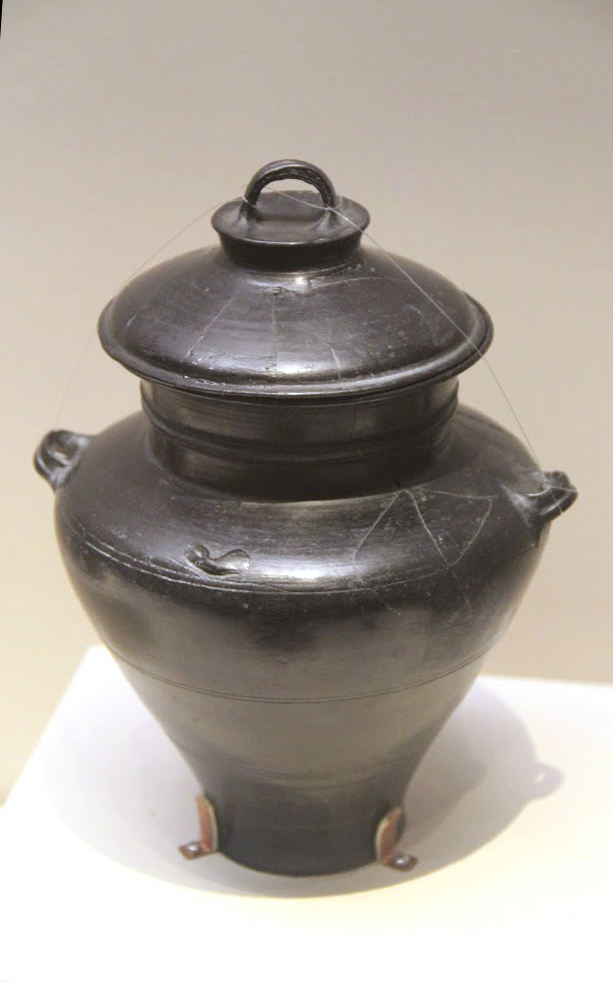
Lej (Lei) típusú kerámiaedény